# Christel Voßbeck-Kayser

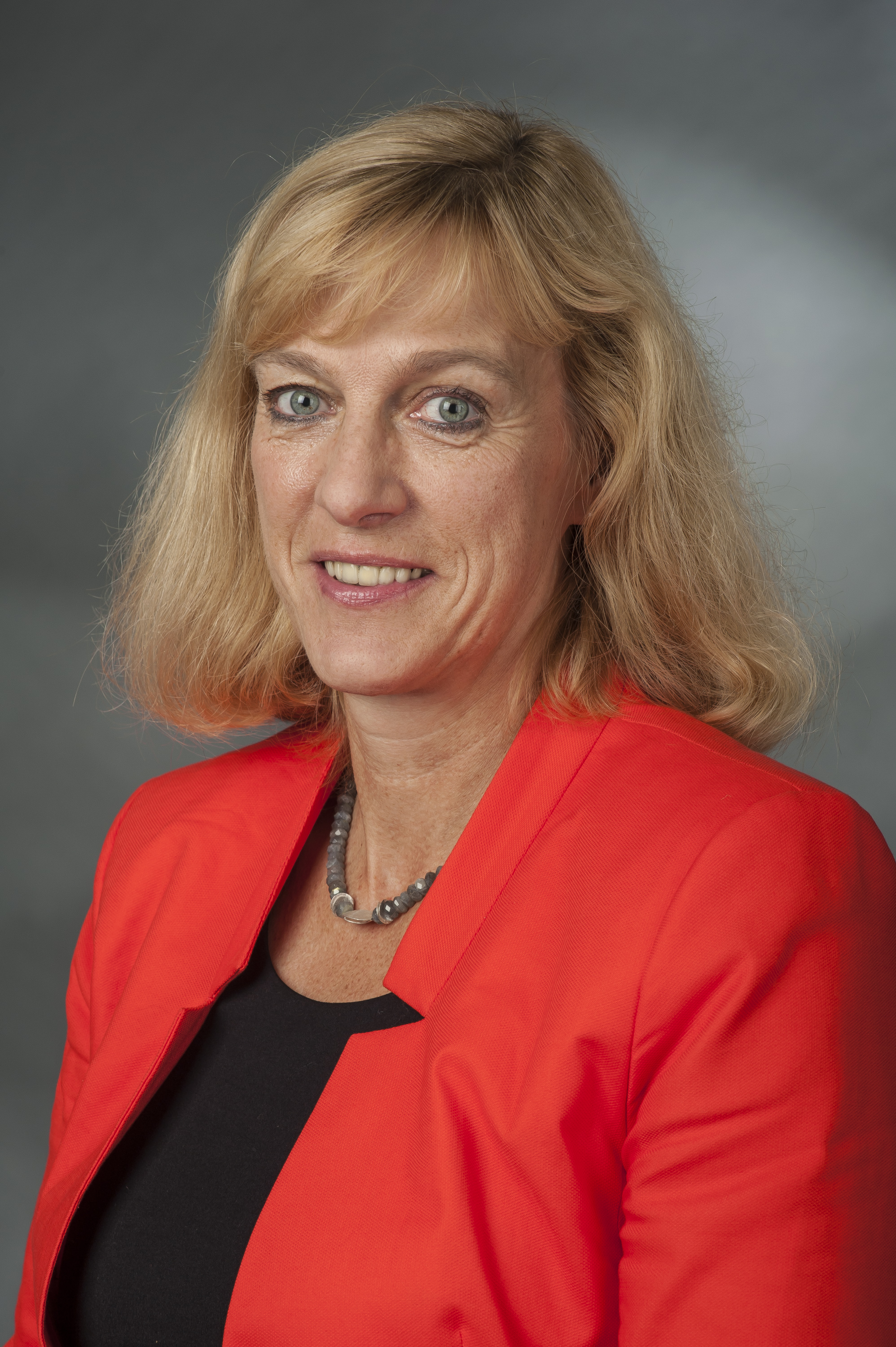
Christel Voßbeck-Kayser (2014)

Christel Hedwig Ernestine Voßbeck-Kayser (* 1. Juni 1961 in Recke (Westfalen)) ist eine deutsche Politikerin (CDU).

## Leben
Im Jahr 1980 bestand sie am Goethe-Gymnasium Ibbenbüren ihr Abitur. Vier Jahre später schloss sie ihr Studium der Sozialpädagogik an der Katholischen Hochschule Nordrhein-Westfalen als Diplom-Sozialpädagogin ab. Sie arbeitete ab 1985 zunächst im Westfälischen Landeskrankenhaus in Münster, seit 1986 ist sie bei der Kreisverwaltung des Märkischen Kreises im sozialpsychiatrischen Dienst tätig.
Christel Voßbeck-Kayser lebt mit ihrer Familie in Altena.

## Politik
Bei der Bundestagswahl 2013 wurde Voßbeck-Kayser über Platz 34 der CDU-Landesliste Nordrhein-Westfalen zum Mitglied des Deutschen Bundestages gewählt, unterlag als Direktkandidatin allerdings hauchdünn mit nur 53 Stimmen Rückstand ihrer Mitbewerberin Dagmar Freitag (SPD).
Bei der Wahl 2017 war das Ergebnis bei den Erststimmen ebenfalls knapp: Ihr fehlten zum Sieg als Direktkandidatin 1173 Stimmen, was 0,8 % der Erststimmen entsprach. Da sie über die Landesliste nicht mit einem der vordersten Plätze abgesichert war, schied sie aus dem Bundestag aus.